# Funció zeta d'Airy
En matemàtiques, la funció zeta d'Airy, estudiada per Crandall (1996), és una funció anàloga a la funció zeta de Riemann i relacionada amb els zeros de la funció d'Airy.

## Definició

Funcions d'Airy
(vermell) i (blau)

La funció d'Airy
{\displaystyle \mathrm {Ai} (x)={\frac {1}{\pi }}\int _{0}^{\infty }\cos \left({\tfrac {1}{3}}t^{3}+xt\right)\,dt,}
és positiva per a {\displaystyle x} positius, però oscil·la per a valors negatius de {\displaystyle x}; la seqüència de valors de {\displaystyle x} per als quals {\displaystyle Ai(x)=0}, classificada pels seus valors absoluts, són anomenats els zeros Airy i es denoten a1, a₂, ...
La funció zeta d'Airy és la funció definida a partir d'aquesta seqüència de zeros per la sèrie
{\displaystyle \zeta _{\mathrm {Ai} }(s)=\sum _{i=1}^{\infty }{\frac {1}{|a_{i}|^{s}}}.}
Aquesta sèrie convergeix quan la part real de {\displaystyle s} és més gran que 3/2, i es pot estendre per continuació analítica a altres valors de {\displaystyle s}.

## Avaluació en nombres enters
Igual que la funció zeta de Riemann, on el valor {\displaystyle \zeta (2)=\pi ^{2}/6} és la solució al problema de Basilea, la funció zeta d'Airy es pot avaluar exactament en {\displaystyle s=2}:
{\displaystyle \zeta _{\mathrm {Ai} }(2)=\sum _{i=1}^{\infty }{\frac {1}{a_{i}^{2}}}={\frac {3^{5/3}\Gamma ^{4}({\frac {2}{3}})}{4\pi ^{2}}},}
on Γ és la funció gamma, una variant contínua del factorial. També són possibles avaluacions similars per als valors sencers més grans de {\displaystyle s}.
Es conjectura que la prolongació analítica de la funció zeta d'Airy avaluat en 1 és
{\displaystyle \zeta _{\mathrm {Ai} }(1)={\frac {-3^{-2/3}\Gamma ({\frac {2}{3}})}{\Gamma ({\frac {4}{3}})}}.}